# Landscape Formation One

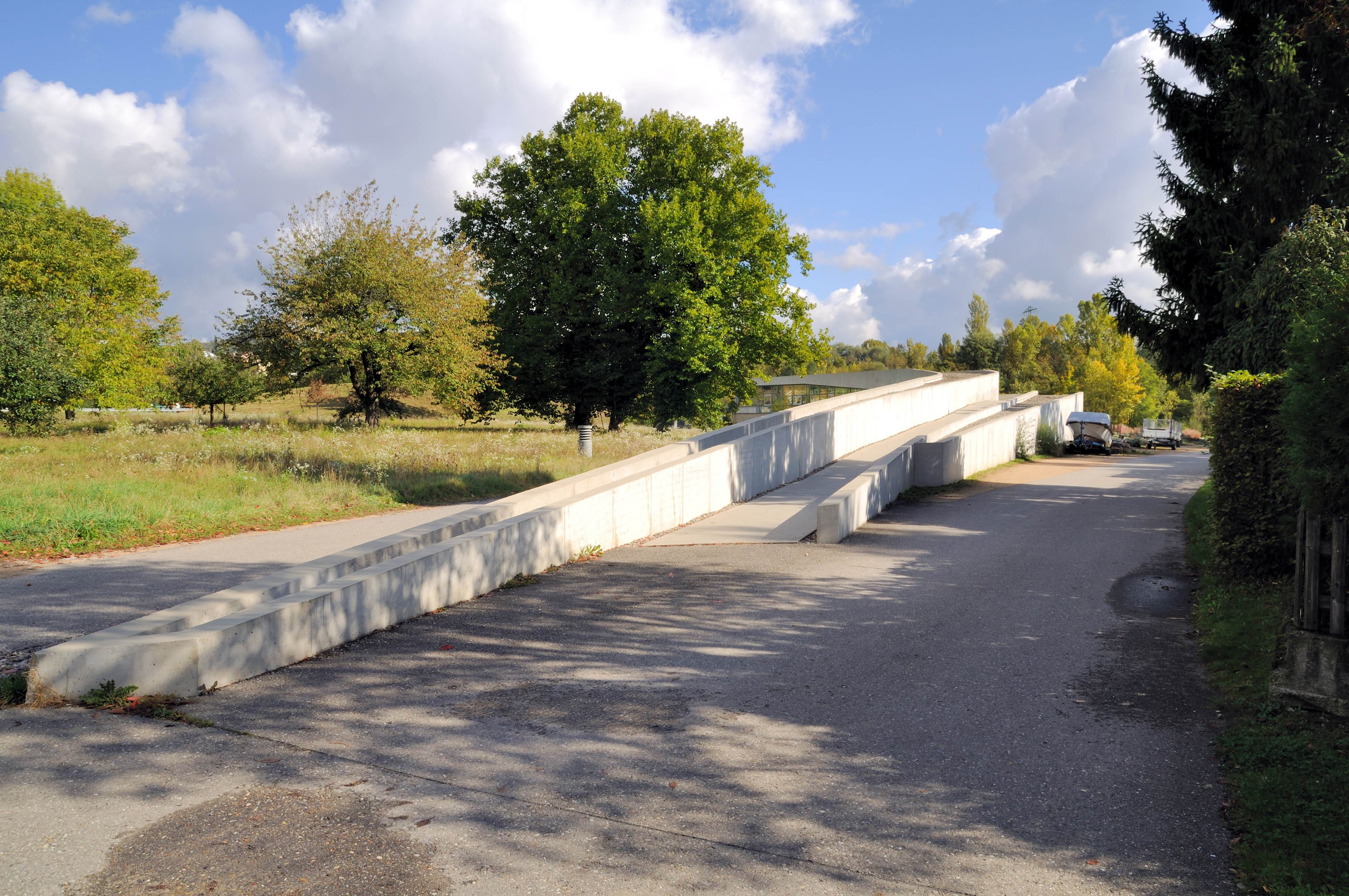
Rampa de acceso y de cruce.Vista desde el suroeste

Landscape Formation One (Interpretándose como "Paisaje formado en uno") es el nombre de un edificio diseñado por la arquitecta británica nacida en Irak Zaha Hadid para la exhibición estatal de jardines Grün 99 en Weil am Rhein, Baden-Württemberg. También es conocido como el Pabellón Hadid (Hadid-Pavillon) y LF one.
El edificio fue proyectado a fines de la década de 1990, sirviendo como espacio de exhibición durante la feria estatal de jardines. Al término del Grün 99, el edificio se convirtió en la sede oficial del Centro Trinacional del Medio Ambiente (TRUZ/CTE).

## Descripción
El edificio Landscape Formation One se encuentra ubicado en el Dreiländergarten, a unos dos kilómetros al sur del centro de la localidad de Weil am Rhein. El edificio escultural y aerodinámico de 140 metros de longitud, forma una curva sinuosa de noreste a suroeste. La forma del paisaje encaja en el contexto del paisaje montañoso y por lo tanto, conecta con el área rural al sur de Weil am Rhein y al norte de la ciudad de Basilea. Una rampa pavimentada conduce sobre el edificio desde el suroeste entre la cubierta y las barandas. Se puede acceder a esta rampa, que es similar a una pasarela, desde el lado noreste a través de una escalera tradicional.
La superficie del terreno ocupa 845 metros cuadrados; los materiales utilizados fueron locales; hormigón a la vista y vidrio. El techo está cubierto en parte con áreas verdes y otras partes con grava .
El cliente Landesgartenschau Weil am Rhein GmbH, adjudicó el proyecto directamente a Zaha Hadid Architects (ZHA) sin concurso ni tampoco licitaciones. Contribuyeron al proyecto el arquitecto londinense y socio comercial de Hadid, Patrick Schumacher, la oficina Mayer Bährle y también el grupo Freie Architekten DBA de la ciudad vecina de Lörrach. La planificación comenzó en 1996 y la realización completa duró hasta 1999.

Landscape Formation One. Vista desde el este

## Uso, tecnología y estado
El edificio sirve ahora como sede del Centro medioambiental TRUZ y alberga oficinas y salas de exposición, así como también un restaurante. El complejo tiene estabilidad a altas temperaturas tanto en verano como en invierno. Esto se consigue, entre otras cosas, por el estándar de bajo consumo energético de 60 kWh/m² y el aislamiento mediante vidrio espuma celular. La calefacción es generada por la planta de energía de una piscina cercana que combina calor y electricidad (Blockheizkraftwerk BHKW). El restaurante es ventilado por el registro de grava en el suelo; las instalaciones sanitarias utilizan agua de lluvia para descargar.  A pesar de ser una construcción moderna, ya en el año 2013 se consideraron medidas de ahorro de energía y renovación.  El desconchado y las grietas en el concreto también son un impedimento visual y parte de los estudios de renovación.

## Literatura
- Zaha Hadid: LF one. Landscape Formation one in Weil am Rhein, Germany: LF One - New Building at Weil Am Rhein, Birkhäuser Verlag 1999, ISBN 978-3-7643-6029-0 .
- Sonia Ricon Baldessarini: Cómo construyen las mujeres. Arquitectas femeninas desde Julia Morgan hasta Zaha Hadid (Wie Frauen bauen. Architektinnen von Julia Morgan bis Zaha Hadid), Aviva Verlag 2001, ISBN 978-3-932338-12-0, pp. 170 ff.

## Enlaces web
- Descripción del proyecto Landscape Formation One en Zaha Hadid Architects
- deconarch.com: Zaha Hadid – LF one, Weil am Rhein
- Ubicación Geográfica